# SN 1992bj
SN 1992bj – supernowa typu II odkryta 17 października 1992 roku w galaktyce A232150+2509. W momencie odkrycia miała maksymalną jasność 20,00m.